# Vuelta a Gran Bretaña 2015
La 76.ª edición de la Vuelta a Gran Bretaña (oficialmente: Tour of Britain) se celebró entre el 6 y el 13 de septiembre de 2015 con inicio en Beaumaris y final en Londres en Reino Unido. El recorrido constó de un total de 8 etapas sobre una distancia total de 1443,4 km.
La carrera hizo parte del circuito UCI Europe Tour 2015 dentro de la categoría 2.HC y fue ganada por el ciclista británico Stephen Cummings del equipo MTN-Qhubeka. El podio lo completaron, en segundo lugar el ciclista neerlandés Wout Poels del equipo Sky y en tercer lugar el ciclista británico Owain Doull del equipo Wiggins.

## Equipos participantes
Tomaron la partida un total de 20 equipos, de los cuales 3 son de categoría UCI WorldTeam, 9 Profesional Continental, 7 Continentales y la selección nacional del Reino Unido, quienes conformaron un pelotón de 120 ciclistas de los cuales terminaron 98. Los equipos participantes fueron:
| WorldTeams (9)- BMC Racing Team - Cannondale-Garmin - Etixx-Quick Step - IAM Cycling - Lotto NL-Jumbo - Lotto-Soudal - Movistar Team - Sky - Tinkoff-Saxo Equipos continentales profesionales (3)- Cult Energy - MTN-Qhubeka - Team Novo Nordisk Equipos continentales (7)- An Post-ChainReaction - Madison Genesis - JLT Condor - NFTO - ONE Pro Cycling - Raleigh GAC - Wiggins Equipo nacional- Gran Bretaña |
| |

## Recorrido
| Etapa     | Fecha     | Recorrido                   | type                   | Distancia (km) | Ganador          | Líder                |
| --------- | --------- | --------------------------- | ---------------------- | -------------- | ---------------- | -------------------- |
| 1.ª etapa | 6 de sep  | Beaumaris – Wrexham         | etapa llana            | 177,7          | Elia Viviani     | Elia Viviani         |
| 2.ª etapa | 7 de sep  | Clitheroe – Colne           | etapa escarpada        | 159,3          | Petr Vakoč       | Petr Vakoč           |
| 3.ª etapa | 8 de sep  | Cockermouth – Floors Castle | etapa escarpada        | 216            | Elia Viviani     | Juanjo Lobato        |
| 4.ª etapa | 9 de sep  | Edimburgo – Blyth           | etapa llana            | 217,4          | Fernando Gaviria | Juanjo Lobato        |
| 5.ª etapa | 10 de sep | Prudhoe – Hart Side         | etapa de media montaña | 166,4          | Wout Poels       | Edvald Boasson Hagen |
| 6.ª etapa | 11 de sep | Stoke-on-Trent – Nottingham | etapa de media montaña | 192,7          | Matteo Trentin   | Edvald Boasson Hagen |
| 7.ª etapa | 12 de sep | Fakenham – Ipswich          | etapa llana            | 227,1          | André Greipel    | Edvald Boasson Hagen |
| 8.ª etapa | 13 de sep | Londres – Londres           | etapa llana            | 86,8           | Elia Viviani     | Edvald Boasson Hagen |

## Clasificaciones finales
Las clasificaciones finalizaron de la siguiente forma:

### Clasificación general
| \| Clasificación general \| Clasificación general \| Clasificación general \| Clasificación general \| Clasificación general \| \| Ciclista \| Ciclista \| Equipo \| Tiempo \| \| \| --------------------- \| ----------------------- \| --------------------- \| --------------------- \| --------------------- \| \| 1.º \| Stephen Cummings \| MTN-Qhubeka \| 34 h 52 min 52 s \| \| \| 2.º \| Wout Poels \| Team Sky \| + 13 s \| \| \| 3.º \| Owain Doull \| Team Wiggins \| + 42 s \| \| \| 4.º \| Rasmus Guldhammer \| Cult Energy \| + 43 s \| \| \| 5.º \| Zdeněk Štybar \| Etixx-Quick Step \| + 51 s \| \| \| 6.º \| Rubén Fernández Andújar \| Movistar Team \| + 51 s \| \| \| 7.º \| Steven Kruijswijk \| LottoNL-Jumbo \| + 51 s \| \| \| 8.º \| Dylan van Baarle \| Cannondale-Garmin \| + 53 s \| \| \| 9.º \| Chris Anker Sørensen \| Tinkoff-Saxo \| + 59 s \| \| \| 10.º \| Xandro Meurisse \| An Post-ChainReaction \| + 1 min 02 s \| \| |                         |                       |                  |
| |                         |                       |                  |
| Fuente: ProCyclingStats |                         |                       |                  |
| Clasificación general |                         |                       |                  |
| Ciclista | Ciclista                | Equipo                | Tiempo           |
| 1.º | Stephen Cummings        | MTN-Qhubeka           | 34 h 52 min 52 s |
| 2.º | Wout Poels              | Team Sky              | + 13 s           |
| 3.º | Owain Doull             | Team Wiggins          | + 42 s           |
| 4.º | Rasmus Guldhammer       | Cult Energy           | + 43 s           |
| 5.º | Zdeněk Štybar           | Etixx-Quick Step      | + 51 s           |
| 6.º | Rubén Fernández Andújar | Movistar Team         | + 51 s           |
| 7.º | Steven Kruijswijk       | LottoNL-Jumbo         | + 51 s           |
| 8.º | Dylan van Baarle        | Cannondale-Garmin     | + 53 s           |
| 9.º | Chris Anker Sørensen    | Tinkoff-Saxo          | + 59 s           |
| 10.º | Xandro Meurisse         | An Post-ChainReaction | + 1 min 02 s     |

### Clasificación por puntos
| Clasificación por puntos | Clasificación por puntos | Clasificación por puntos | Clasificación por puntos | Clasificación por puntos |
| Ciclista                 | Ciclista                 | Equipo                   | Puntos                   |                          |
| ------------------------ | ------------------------ | ------------------------ | ------------------------ | ------------------------ |
| 1.º                      | Owain Doull              | Team Wiggins             | 78 pts                   |                          |
| 2.º                      | Edvald Boasson Hagen     | MTN-Qhubeka              | 77 pts                   |                          |
| 3.º                      | Jens Debusschere         | Lotto-Soudal             | 59 pts                   |                          |
| 4.º                      | Elia Viviani             | Team Sky                 | 53 pts                   |                          |
| 5.º                      | Matteo Trentin           | Etixx-Quick Step         | 52 pts                   |                          |
| 6.º                      | Juanjo Lobato            | Movistar Team            | 43 pts                   |                          |
| 7.º                      | Rasmus Guldhammer        | Cult Energy              | 40 pts                   |                          |
| 8.º                      | Zdeněk Štybar            | Etixx-Quick Step         | 32 pts                   |                          |
| 9.º                      | Wout Poels               | Team Sky                 | 31 pts                   |                          |
| 10.º                     | Alberto Bettiol          | Cannondale-Garmin        | 31 pts                   |                          |

### Clasificación de la montaña
| Clasificación de la montaña | Clasificación de la montaña | Clasificación de la montaña | Clasificación de la montaña | Clasificación de la montaña |
| Ciclista                    | Ciclista                    | Equipo                      | Puntos                      |                             |
| --------------------------- | --------------------------- | --------------------------- | --------------------------- | --------------------------- |
| 1.º                         | Peter Williams              | ONE Pro Cycling             | 36 pts                      |                             |
| 2.º                         | Thomas Stewart              | Madison Genesis             | 34 pts                      |                             |
| 3.º                         | Mark McNally                | Madison Genesis             | 29 pts                      |                             |
| 4.º                         | Ian Bibby                   | NFTO                        | 28 pts                      |                             |
| 5.º                         | Conor Dunne                 | An Post-ChainReaction       | 26 pts                      |                             |
| 6.º                         | Wout Poels                  | Team Sky                    | 21 pts                      |                             |
| 7.º                         | Kristian House              | JLT Condor                  | 20 pts                      |                             |
| 8.º                         | Tyler Farrar                | MTN-Qhubeka                 | 18 pts                      |                             |
| 9.º                         | Danilo Wyss                 | BMC Racing Team             | 15 pts                      |                             |
| 10.º                        | Steven Kruijswijk           | LottoNL-Jumbo               | 14 pts                      |                             |

### Clasificación de las metas volantes
| Clasificación de las metas volantes | Clasificación de las metas volantes | Clasificación de las metas volantes | Clasificación de las metas volantes | Clasificación de las metas volantes |
| Ciclista                            | Ciclista                            | Equipo                              | Puntos                              |                                     |
| ----------------------------------- | ----------------------------------- | ----------------------------------- | ----------------------------------- | ----------------------------------- |
| 1.º                                 | Peter Williams                      | ONE Pro Cycling                     | 18 pts                              |                                     |
| 2.º                                 | Conor Dunne                         | An Post-ChainReaction               | 11 pts                              |                                     |
| 3.º                                 | Danilo Wyss                         | BMC Racing Team                     | 10 pts                              |                                     |
| 4.º                                 | Pim Ligthart                        | Lotto-Soudal                        | 8 pts                               |                                     |
| 5.º                                 | Alex Dowsett                        | Movistar Team                       | 8 pts                               |                                     |
| 6.º                                 | Dylan van Baarle                    | Cannondale-Garmin                   | 7 pts                               |                                     |
| 7.º                                 | Graham Briggs                       | JLT Condor                          | 7 pts                               |                                     |
| 8.º                                 | Matteo Trentin                      | Etixx-Quick Step                    | 6 pts                               |                                     |
| 9.º                                 | Russell Downing                     | Cult Energy                         | 6 pts                               |                                     |
| 10.º                                | Marcin Białobłocki                  | ONE Pro Cycling                     | 4 pts                               |                                     |

### Clasificación por equipos
| Clasificación por equipos | Clasificación por equipos | Clasificación por equipos | Clasificación por equipos |
| Equipo                    | Equipo                    | Tiempo                    |                           |
| ------------------------- | ------------------------- | ------------------------- | ------------------------- |
| 1.º                       | Cannondale-Garmin         | 104 h 42 min 38 s         |                           |
| 2.º                       | Sky                       | + 5 min 35 s              |                           |
| 3.º                       | Tinkoff-Saxo              | + 5 min 35 s              |                           |
| 4.º                       | Movistar Team             | + 44 min 37 s             |                           |
| 5.º                       | Lotto NL-Jumbo            | + 47 min 35 s             |                           |
| 6.º                       | IAM Cycling               | + 52 min 46 s             |                           |
| 7.º                       | Gran Bretaña              | + 55 min 01 s             |                           |
| 8.º                       | Etixx-Quick Step          | + 1 h 01 min 51 s         |                           |
| 9.º                       | Cult Energy               | + 1 h 09 min 40 s         |                           |
| 10.º                      | Lotto-Soudal              | + 1 h 43 min 55 s         |                           |